# Проблем са којим сви живимо
Проблем са којим сви живимо (енгл. The Problem We All Live With) је слика Нормана Роквела из 1964. Једна је од најпознатијих слика из времена Афроамеричког покрета за грађанска права. Слика приказује Руби Бриџс, шестогодишњу афроамеричку девојчицу, на путу до школе у коју су ишли искључиво белци, током процеса десегрегације. Због претњи и насиља према њој, девојчицу прате четири савезна маршала чије се главе не виде на слици. На зиду иза ње је исписана расна увреда и слова „ККК“. Остаци парадајза којим су гађали девојчицу видљиви су на зиду и на тлу. Белци који су окупљени са друге стране се не виде, јер посматрач гледа слику из њихове перспективе. Слика је широка пет а висока три стопе.
Слика је првобитно објављена 14. јануара 1964. у часопису Look. Роквел је раскинуо уговор са часописом Saturday Evening Post претходне године, фрустриран због ограничења која му је магазин постављао на изразжавање политичких тема. Look му је понудио слободу за изражавање прогресивних друштвених ставова, укључујући ту и грађанска права и расну интеграцију. Роквел је и раније истраживао сличне теме у сликама Јужњачка правда (Убиство у Мисисипију) (енгл. Southern Justice (Murder in Mississippi)) и Нова деца у комшилуку (енгл. New Kids in the Neighborhood). За разлику од његових претходних слика за Saturday Evening Post, Проблем са којим сви живимо и друге слике стављају црнце у улогу протагониста, уместо посматрача или робова. Као и у слици Нова деца у комшилуку, и овде је протагониста црно дете, и као у Јужњачкој правди, и у овој слици се користи јак контраст светло-тамног, како би се додатно нагласила њена расна тема.
У јулу 2011. слика је, уз одобрење председника САД Барака Обаме постављена у Белој кући, у ходнику испред Овалне собе. Слика није могла бити изложена на јавном простору у Белој кући због расне увреде која је видљива на њој. Слика ће у ходнику испред Овалне собе остати до октобра.
Стално место на којем је слика изложена је Музеј Нормана Роквела у Штокбриџу (Масачусетс).